# Chantecorps
Chantecorps est une ancienne commune du centre-ouest de la France située dans le département des Deux-Sèvres en région Nouvelle-Aquitaine.

## Histoire
Son histoire est étroitement liée à celle de l'ancienne abbaye des Châtelliers, fondée en 1119 par Giraud de Salles.
Elle fusionne le 1er janvier 2019 avec Coutières pour constituer la commune nouvelle des Châteliers.

## Politique et administration
| Période      | Période  | Identité        | Étiquette | Qualité |
| ------------ | -------- | --------------- | --------- | ------- |
| janvier 2019 | En cours | Michel Pelegrin |           |         |

| Période   | Période       | Identité        | Étiquette | Qualité |
| --------- | ------------- | --------------- | --------- | ------- |
| mars 2001 | mars 2008     | Moïse Dupuis    |           |         |
| mars 2008 | mars 2014     | Alain Roux      |           |         |
| mars 2014 | décembre 2018 | Michel Pelegrin |           |         |

## Démographie
L'évolution du nombre d'habitants est connue à travers les recensements de la population effectués dans la commune depuis 1793. Pour les communes de moins de 10 000 habitants, une enquête de recensement portant sur toute la population est réalisée tous les cinq ans, les populations de référence des années intermédiaires étant quant à elles estimées par interpolation ou extrapolation. Pour la commune, le premier recensement exhaustif entrant dans le cadre du nouveau dispositif a été réalisé en 2007.

En 2016, la commune comptait 322 habitants, en évolution de −2,72 % par rapport à 2010 (Deux-Sèvres : +0,18 %, France hors Mayotte : +2,11 %).
| 1793 | 1800 | 1806 | 1821 | 1831 | 1836 | 1841 | 1846 | 1851 |
| ---- | ---- | ---- | ---- | ---- | ---- | ---- | ---- | ---- |
| 674  | 767  | 744  | 738  | 833  | 873  | 891  | 892  | 909  |

| 1856 | 1861 | 1866 | 1872 | 1876 | 1881 | 1886 | 1891 | 1896 |
| ---- | ---- | ---- | ---- | ---- | ---- | ---- | ---- | ---- |
| 911  | 891  | 923  | 928  | 933  | 942  | 894  | 843  | 830  |

| 1901 | 1906 | 1911 | 1921 | 1926 | 1931 | 1936 | 1946 | 1954 |
| ---- | ---- | ---- | ---- | ---- | ---- | ---- | ---- | ---- |
| 834  | 837  | 840  | 718  | 696  | 672  | 660  | 610  | 540  |

| 1962 | 1968 | 1975 | 1982 | 1990 | 1999 | 2006 | 2007 | 2012 |
| ---- | ---- | ---- | ---- | ---- | ---- | ---- | ---- | ---- |
| 496  | 456  | 362  | 337  | 305  | 296  | 326  | 330  | 321  |

| 2016 | - | - | - | - | - | - | - | - |
| ---- | - | - | - | - | - | - | - | - |
| 322  | - | - | - | - | - | - | - | - |

## Culture locale et patrimoine

### Lieux et monuments
- Abbaye Notre-Dame des Châtelliers, cistercienne. Ce monastère d'hommes fut fondé en 1119 et fermé en 1791. Lieu de pèlerinage important au Moyen Âge, car abritant le tombeau de Géraud de Salles. Richement dotés de terres, bois et étangs, bien administré, ils devinrent la plus riche des six abbayes cisterciennes du Poitou, ce qui permit au XIIIe siècle la construction de beaux édifices gothiques. Le duc Jean de Berry en offrit le clocher de l'abbatiale vers 1400. La reine Marie d'Anjou, veuve de Charles VII, y décéda en 1463[6].

- L'église Saint-Philibert de Chantecorps, ce résumé reprend une partie de l'article consacré à l'église Saint-Philibert sur le site du diocèse de Poitiers[7]. Le saint patron de l'église Philibert fut le fondateur de diverses abbayes en Normandie puis à Noirmoutier en 677. Le bâtiment est d'inspiration romane et a déjà subi plusieurs restaurations au fil des ans : la voûte fut ainsi refaite plusieurs fois (1602, 1863, 1914-1921). Les vitraux actuels datent de 1939 et sont dus au maître verrier Gouffault d'Orléans. L'autel actuel a été entièrement refait en 2005 et fut béni à cette occasion par l'archevêque de Poitiers.

- Le château de la Magnonière, du XIXe siècle il s'agit d'une belle bâtisse, entouré par des corps de ferme de qualité, le château actuel se situe juste en face de l'ancienne maison de maître, plus ancienne, XVe / XVIe siècles, qui est actuellement en mauvais état et dont la tour principale a récemment été rasée. Demeure privé, le château n'est pas visitable. Situé au hameau de la Magnonière, il est assez caractéristique des châteaux de cette époque.

### Personnalités liées à la commune
- Giraud de Salles